# Ascott Earl
Pour les articles homonymes, voir Ascott et Earl.
Ascott Earl est un village de l'Oxfordshire, en Angleterre. Administrativement, il relève de la paroisse civile d'Ascott-under-Wychwood, dans le district du West Oxfordshire.
Sur les berges de la rivière Evenlode se trouvent les vestiges d'une motte castrale.